# Colgate Series Championships 1981
Il Colgate Series Championships 1981 è stato un torneo di tennis giocato sul sintetico indoor.
È stata la 10ª edizione del torneo, che fa parte del WTA Tour 1981. Si è giocato a Washington negli USA dal 5 all'11 gennaio 1981.

## Campionesse

### Singolare
Tracy Austin ha battuto in finale  Andrea Jaeger con il punteggio di 6–2, 6–2

### Doppio
Rosie Casals /  Wendy Turnbull hanno battuto in finale  Paula Smith /  Candy Reynolds con il punteggio di 6–3, 4–6, 7–6